# Tomaspis perfecta
Tomaspis perfecta är en insektsart som först beskrevs av Walker 1858.  Tomaspis perfecta ingår i släktet Tomaspis och familjen spottstritar. Inga underarter finns listade i Catalogue of Life.